# Assava
Assava (łac. Assavensis) - stolica historycznej diecezji we Cesarstwie rzymskim w prowincji Mauretania Sitifense, współcześnie kojarzona z miastem Hammam Guergour w prowincji Satif w północnej Algierii. Obecnie katolickie biskupstwo tytularne. Od 2011 biskupem Assavy jest biskup pomocniczy bielsko-żywiecki Piotr Greger.

## Biskupi tytularni
| Lp. | Biskup                              | Funkcja                                                                  | Od                   | Do               |
| --- | ----------------------------------- | ------------------------------------------------------------------------ | -------------------- | ---------------- |
| 1   | Alfred-Jean Guyomard OMI            | biskup senior Dżafny (Sri Lanka)                                         | 22 lipca 1950        | 27 lutego 1956   |
| 2   | Ramón Lizardi                       | biskup pomocniczy Caracas (Wenezuela)                                    | 25 maja 1956         | 30 lipca 1972    |
| 3   | Magín Camerino Torreblanca Reyes    | biskup pomocniczy Texcoco (Meksyk)                                       | 23 grudnia 1972      | 18 kwietnia 1978 |
| 4   | Alberto Aurelio Brazzini Diaz-Ufano | biskup pomocniczy Limy (Peru)                                            | 1 czerwca 1978       | 29 maja 2001     |
| 5   | Jonás Guerrero Corona               | biskup pomocniczy Culiacán (Meksyk)                                      | 27 czerwca 2001      | 18 marca 2011    |
|     | José Aparecido Hergesse CR          | biskup pomocniczy elekt Vitorii (Brazylia) zrezygnował z przyjęcia sakry | 4 maja 2011          | 10 czerwca 2011  |
| 6   | Piotr Greger                        | biskup pomocniczy bielsko-żywiecki                                       | 22 października 2011 |                  |